# Janjevci

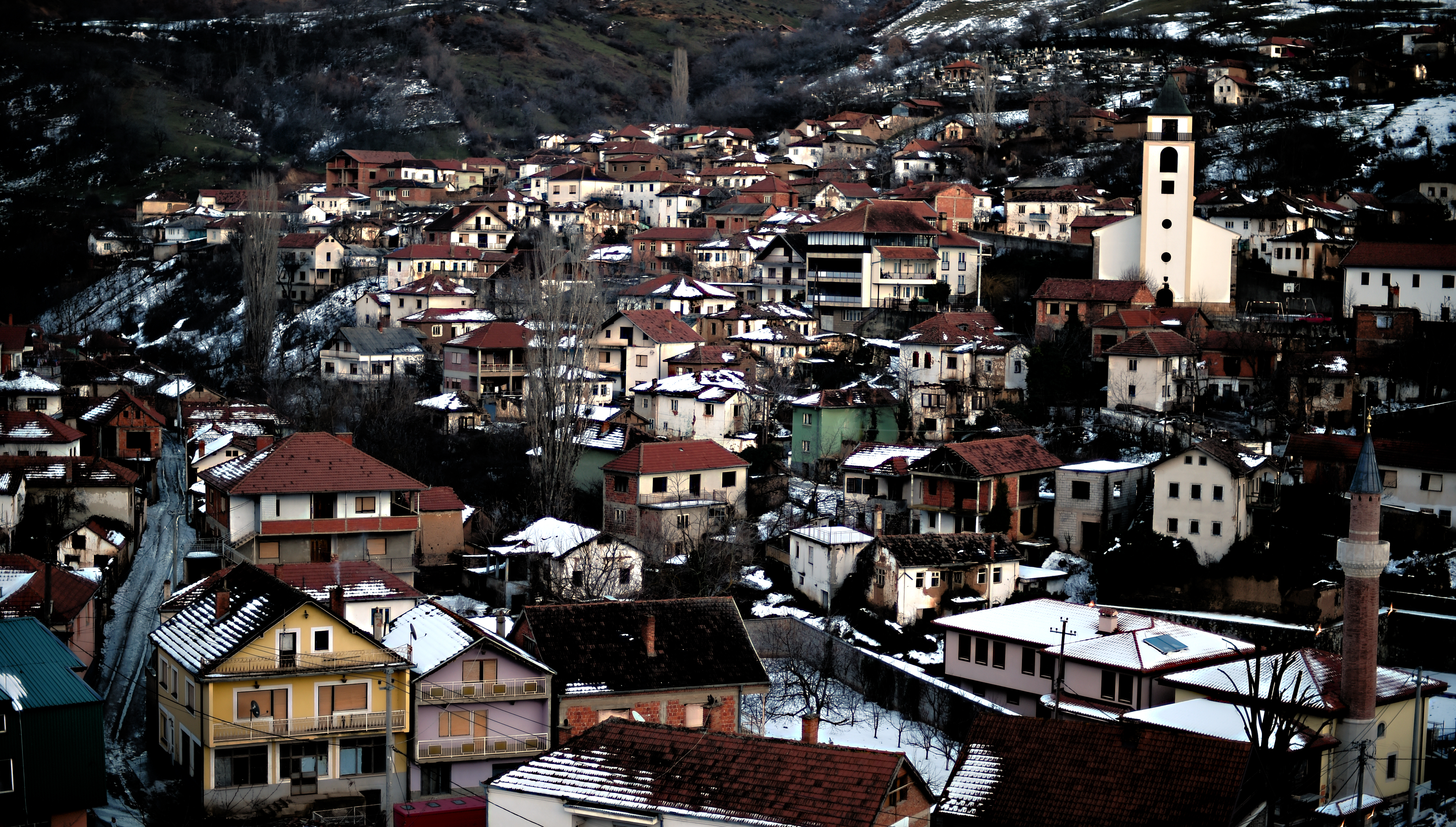
Vista de Janjevo, Kosovo.

Los janjevci (pronunciado [ˈjaːɲeʋtsi], en albanés: Janjevët, en serbocroata: Janjevci/Јањевци) o croatas de Kosovo (en albanés: Kroatët e Kosovës, en serbocroata: Kosovski Hrvati / Косовски Хрвати) son una minoría croata que vive en Kosovo en Janjevo y los pueblos de alrededor, cerca de Pristina, así como en los pueblos de alrededor de Letnica y Vitina (Šašare, Vrnez y Vrnavokolo), por lo que son llamados letničani.

## Identidad y cultura
Los janjevci se declaran como croatas étnicos y derivan su etnónimo del centro tradicional de su comunidad, Janjevo. Se cree que la comunidad desciende de una migración de comerciantes de la república de Ragusa (Dubrovnik y su hinterland.) que colonizaron el área en el siglo XIV, cuando la actual Kosovo formaba parte de la Serbia medieval. La primera mención escrita de los católicos en Janjevo es una carta escrita por el Papa Benedicto XI en 1303, mencionando a Janjevo como el centro de la parroquia católica de San Nicolás. Junto con los sajones, trabajaron en las minas serbias. Se cree que la población croata de Shasharë es de origen parcialmente sajón.
Han mantenido su fe católica hasta hoy. La comunidad habla el dialecto Prizren-Timok.
Actualmente hay estudios que intentan establecer una conexión entre los janjevci y los croatas de Molise, que dejaron la república de Ragusa al mismo tiempo, cruzaron el mar Adriático, se instalaron en Italia y hablan italiano con dialecto croata molisano.

## Historia demográfica

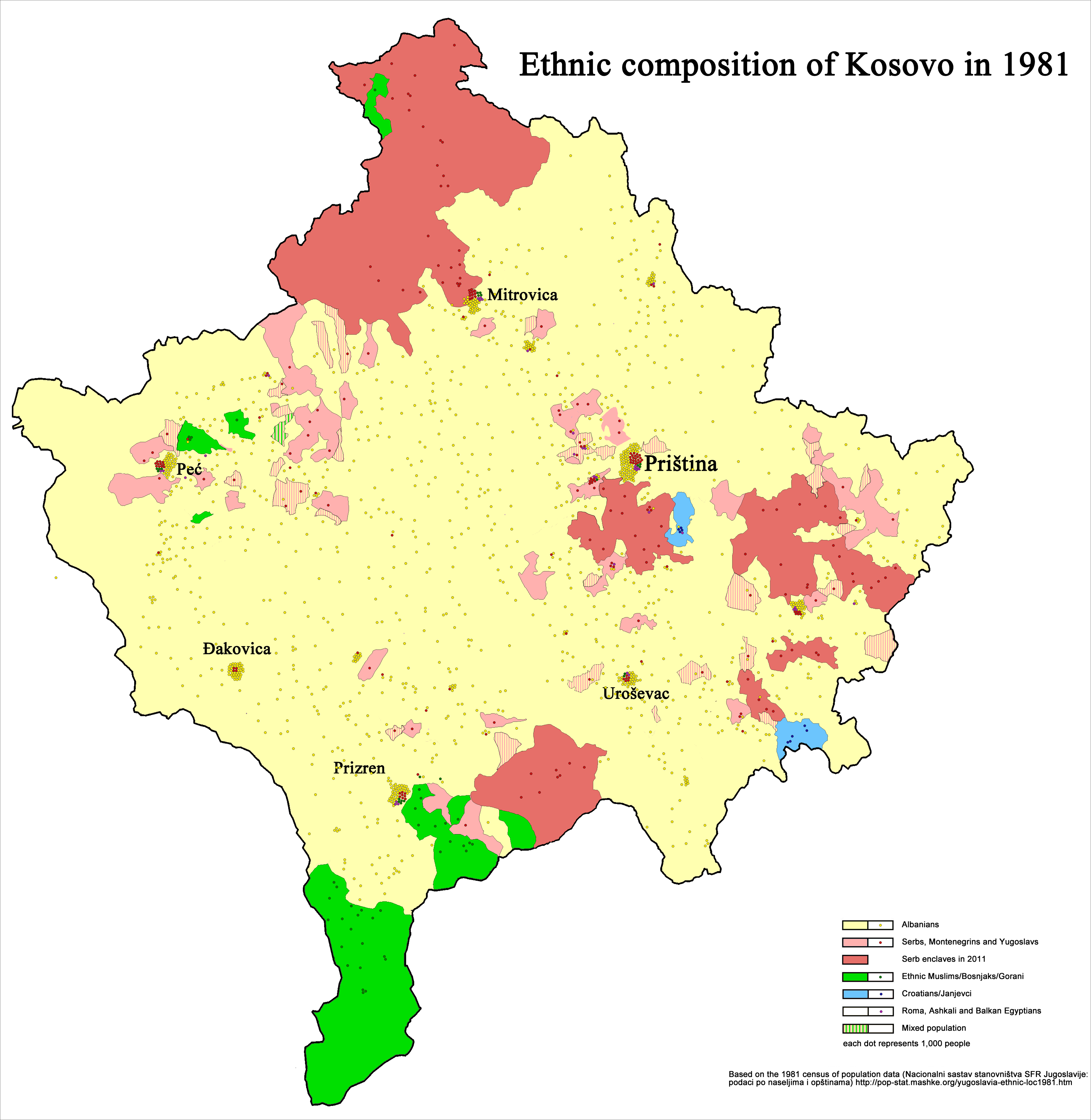
Composición étnica de Kosovo en 1981.

En 1948, había 5.290 croatas (0,7%) en Kosovo, en 1971 había 8.264; en 1981, 8.718 (0,6%), y en 1991, 8.062 (0,4%). Durante y después de la guerra de Kosovo, la mayor parte de la comunidad huyó a Croacia. Las estimaciones de 1998 estimaban su número en sólo 1.800, de los cuales 350 vivían en Janjevo. En 2008, se estimaba que solo 300 croatas vivían en Janjevo. En 2011, unos 270 croatas vivían en la zona. El gobierno croata ha planteado reasentar a los restantes janjevci de Kosovo en Croacia. Según el censo de Kosovo de 2011, había un total de alrededor de 400 janjevci, de los cuales 80 permanecían en el municipio de Vitina.

## Comunidad janjevci en Croacia
Las familias janjevci comenzaron a emigrar a República Socialista de Croacia, parte de Yugoslavia, en la década de 1950, instalándose principalmente en Zagreb. A principios de la década de 1970 había una gran comunidad de janjevci a lo largo y en las inmediaciones de la calle Konjšćinska en Dubrava, un distrito en la parte oriental de Zagreb. Desde entonces, han convertido esta área en un vibrante distrito comercial.
Durante las guerras de Yugoslavia, una parte significativa de los janjevci emigró a Croacia en varias oleadas (1992, 1995, 1997, 1999). Los letničani fueron asentados por las autoridades en Voćin y Đulovac (Eslavonia occidental) y los janjevci en Kistanje (en el interior dálmata), en las casas abandonadas de los serbios
En abril de 2017, 196 letničani desplazados (41 familias) que esperaban las casas prometidas por el estado, finalmente recibieron casas de nueva construcción en la localidad de Dumače, en el municipio de Petrinja.
Según los registros, en 2002, había 966 familias janjevci en Croacia, la mayoría de ellas residiendo en la capital, Zagreb (669 familias), y el resto en otras partes de Croacia (297 familias). 

## Personalidades
- Josip Glasnović (*1983), tirador deportivo y campeón olímpico.[7]
- Anton Glasnović (*1981), tirador deportido y medallista de plata en los Campeonatos del Mundo
- Petar Palić (*1972), prelado católico.